# جان باتيست بيلانجر
جان باتيست بيلانجر (بالفرنسية: Jean-Baptiste Charles Bélanger)‏ هو فيزيائي ورياضياتي ومهندس فرنسي، ولد في 4 أبريل 1790 في فالنسيان في فرنسا، وتوفي في 8 مايو 1874 في نويي-سور-سين في فرنسا.